# ボイルドドレッシング
ボイルドドレッシング（英語: boiled dressing）は、イングランドおよびドイツを発祥とする、クリーミーなサラダドレッシング。19世紀から20世紀初期にかけて、マヨネーズの代用品として特に人気があった。調理技術が未熟でも作りやすく、マヨネーズを作るための液体の食用油が即座に入手しづらかった19世紀の北ヨーロッパとアメリカ合衆国で重宝された。マヨネーズは1912年まで市販されていなかった。

## 作り方
ボイルドドレッシングにはさまざまな種類があるが、一般的な原材料は、酢、砂糖または蜂蜜、牛乳またはクリーム、卵または卵黄、塩、マスタード、トウガラシ、小麦粉である。名前の通り、沸騰させて（ボイルして）作ることもあるが、弱火で湯煎しながら作る方が一般的である。コールスロー、チキンサラダ、ポテトサラダ、エッグサラダなどのサラダに使う。

## 種類
イギリスでよく使われるサラダクリームは、1914年にハインツが開発したボイルドドレッシングの1種である。クラフトフーズが1933年に発売し、アメリカ合衆国で人気のあるミラクルホイップもボイルドドレッシングの1つであり、同社は「上質なマヨネーズと伝統のボイルドドレッシングを秘密のレシピで混ぜ合わせた」商品としている。

## 歴史
アメリカ農務省所属の家政学者が1915年のニューヨークタイムズに寄稿した凝ったクリスマスディナーのレシピの中にボイルドドレッシングが入っており、チキンサラダやフルーツサラダに使うことを推奨していた。
フードライターのM. F. K.フィッシャーは、祖母からレタスにはボイルドドレッシングをかけるよう強要された経験から、ボイルドドレッシングよりもマヨネーズを好んだ。同じくフードライターのジェームズ・ビアードは、自身に多大な影響を与えた中国人料理人のJue-Letが作った料理に関する幼少時代の楽しい思い出から、ボイルドドレッシングで作ったコールスローを愛した。